# Constança de Borgonya
Constança de Borgonya (1046 - 1093) fou infanta de Borgonya i reina consort de Castella i Lleó (1081-1093).
Va néixer el 1046. És la filla petita d'Hèlia de Semur, la primera esposa del duc Robert I de Borgonya. Era neta per línia paterna del rei Robert II de França i Constança d'Arles.
Es casà, en primeres núpcies, amb el comte Hug II de Chalon. D'aquesta unió no tingueren fill coneguts.
Es casà, en segones núpcies, el 8 de maig de 1081 amb el rei Alfons VI de Lleó. Durant el seu matrimoni va haver de sofrir les infidelitats del seu marit. Segons la tradició el rei Alfons VI va aixecar el desterrament de Rodrigo Díaz de Vivar gràcies al consell de Constança.
Va tenir dos fills: la infanta Urraca I de Castella (1080-1126), comtessa de Castella i reina de Lleó i la infanta Elvira de Castella, morta jove.